# Allard Hulshoff
Allard Hulshoff (Groningen, 20 februari 1734 – Amsterdam, 30 juli 1795) was een doopsgezinde Nederlandse predikant oftewel 'leraar bij de Doopsgezinden te Amsterdam'. 
Hij studeerde geneeskunde en wijsbegeerte aan de Universiteit Groningen waar hij in 1755 promoveerde. Vanaf 1756 studeerde hij theologie aan het doopsgezind seminarie in Amsterdam. Al twee jaar later werd hij predikant in Makkum en van 1760 tot zijn overlijden in 1795 was hij predikant in Amsterdam. 
Allard Hulshoff hing democratische, patriottische en anti-orangistische standpunten aan. Uit zijn huwelijk met Anna Debora van Oosterwijk (1745-1812) werd de politiek activiste Mietje Hulshoff geboren.
Allard Hulshoff was lid van de Hollandsche Maatschappij te Haarlem, en van het Provinciaal Genootschap te Utrecht. 